# Inthaeron rossi
Inthaeron rossi är en spindelart som beskrevs av Norman I. Platnick 1991. Inthaeron rossi ingår i släktet Inthaeron och familjen Cithaeronidae. Inga underarter finns listade i Catalogue of Life.